# Plectroglyphidodon
Plectroglyphidodon là một chi cá biển thuộc phân họ Microspathodontinae nằm trong họ Cá thia. Tất cả các loài trong chi này đều được tìm thấy trên khắp khu vực Ấn Độ Dương - Thái Bình Dương.

## Từ nguyên
Tiền tố plectro trong từ định danh của chi trong tiếng Latinh có nghĩa là "có nếp gấp", hàm ý đề cập đến môi của loài điển hình P. johnstonianus, còn glyphidodon là một danh pháp đồng nghĩa của chi Abudefduf.

## Các loài
Có 10 loài được công nhận là hợp lệ trong chi này, bao gồm:
- Plectroglyphidodon dickii (Liénard, 1839)
- Plectroglyphidodon flaviventris Allen & Randall, 1974
- Plectroglyphidodon imparipennis (Vaillant & Sauvage, 1875)
- Plectroglyphidodon johnstonianus Fowler & Ball, 1924
- Plectroglyphidodon lacrymatus (Quoy & Gaimard, 1825)
- Plectroglyphidodon leucozonus (Bleeker, 1859)
- Plectroglyphidodon phoenixensis (Schultz, 1943)
- Plectroglyphidodon randalli Allen, 1991
- Plectroglyphidodon sagmarius Randall & Earle, 1999
- Plectroglyphidodon sindonis (Jordan & Evermann, 1903)

## Sinh thái học
Ngoại trừ P. johnstonianus là loài ăn san hô, các loài còn lại trong chi chủ yếu ăn tảo.